# Българска култура
Българската култура включва обичаите, изкуствата и бита на българите. Тя е формирана през вековете на българската история и е повлияна от траки, славяни, прабългари и съседните народи. Българската култура е част от европейската култура и особено на културата на Балканите, като споделя много общи черти и характеристики с Балканската култура.